# Entente sportive de Béchar
 (décembre 2017).
Si vous disposez d'ouvrages ou d'articles de référence ou si vous connaissez des sites web de qualité traitant du thème abordé ici, merci de compléter l'article en donnant les références utiles à sa vérifiabilité et en les liant à la section « Notes et références ».
Maillots
Le Entente Sportive de Béchar (en arabe : الوفاق الرياضي بشار), plus couramment abrégé en ES Béchar ou connu simplement sous le nom de ESB, est un club algérien de football fondé en 1943 et basé dans la ville de Béchar.

## Histoire
- En 1999 l'IRM Béchar fusionne avec le NRB Gouray et change son nom en ES Béchar (ESB).

- Le club évolue à plusieurs reprises en deuxième division, mais sans jamais atteindre la première division.
- En 2017-2018, il évolue au sein de la Ligue de Béchar (cinquième division).

## Bilan sportif

### Palmarès
| Compétitions nationales                                   |
| --------------------------------------------------------- |
| - Division 3 (1) : - Champion Groupe Sud-Ouest : 1990-91. |